# Brasil Open 2001
Das Brasil Open 2001 waren ein Tennisturnier der WTA Tour 2001 für Damen und ein Tennisturnier der ATP Tour 2001 für Herren, welche zeitgleich vom 8. bis 15. September 2001 in Bahia, Brasilien stattfanden. Es wurde im Costa do Sauipe Resort auf Hartplätzen im Freien ausgetragen.